# Annie Goetzinger
Pour les articles homonymes, voir Goetzinger.
Annie Goetzinger, née le 18 août 1951 à Paris et morte à Boulogne-Billancourt le 20 décembre 2017,, est une dessinatrice française.

## Biographie
À l'École des Arts Appliqués où Annie Goetzinger étudie le dessin de mode de 1967 à 1971, elle suit les cours de Georges Pichard. Remarquant ses dessins, Jacques Lob la fait entrer à Pilote. Elle publie également dans la revue Lisette. Elle réalise son premier album en 1975, Casque d'or, grâce auquel elle reçoit deux prix au Festival d'Angoulême.
En 1978, elle illustre une biographie de George Sand, Aurore.  Aurore Dupin devient George Sand, sur un texte d'Adela Turin. L'ouvrage obtient l'année suivante le Premio Grafico Fiera di Bologna per la Gioventù, de la Foire du livre de jeunesse de Bologne (Italie).
Elle crée le personnage qui la fera connaître, Félina. Elle publie également des planches dans Circus, L'Écho des savanes, Fluide glacial… Elle est l'une des rares dessinatrices de l'époque, avec Claire Bretécher ou Chantal Montellier. Elle a surtout travaillé avec Pierre Christin dès 1980.
De 1999 à sa mort, elle a illustré la chronique hebdomadaire de Bruno Frappat dans le journal La Croix.
Elle a longtemps vécu à Barcelone.
Elle a également conçu les décors et costumes de l'adaptation théâtrale du roman de Margaret Mitchell, Autant en emporte le vent, par Georges Soria, mise en scène de Daniel Benoin avec Gabrielle Lazure, Daniel Olbrychski et Jean-Claude Bouillon, en janvier 1984 au théâtre Marigny.
Annie Goetzinger meurt le 20 décembre 2017 des suites d'une maladie.

## Œuvres
- Légende et réalité de Casque d'or, Glénat, 1976
- Aurore. Aurore Dupin devient George Sand, texte d'Adela Turin, ill. d'Annie Goetzinger, éd. des femmes, 1978[6]. Premio Grafico Fiera di Bologna per la Gioventù, de la Foire du livre de jeunesse de Bologne 1979[3].
- Curriculum BD, Les Humanoïdes associés, 1980; réédition: Rayon Dames, Les Humanoïdes Associés, 1991
- La Demoiselle de la Légion d'Honneur, scénario de Pierre Christin, Dargaud, 1980 ; Les Humanoïdes Associés, 1990
- La Diva et le Kriegspiel, scénario de Pierre Christin, Dargaud, 1981[7]; Les Humanoïdes Associés, 1990
- La Voyageuse de petite ceinture, scénario de Pierre Christin, Dargaud, 1985 ; Les Humanoïdes Associés, 1990
- Charlotte et Nancy, scénario de Pierre Christin, Dargaud, 1987
- Barcelonight, Les Humanoïdes Associés, 1990
- Rayon Dames, Les Humanoïdes Associés, 1991
- L'Avenir perdu, avec Jon S. Jonsson et Andreas Knigge, Les Humanoïdes Associés, 1992
- Félina, scénario de Víctor Mora :

1. Félina, Glénat, 1979[8]
2. Les mystères de Barcelone, Dargaud, 1983
3. L'Ogre du Djebel, Dargaud, 1986

- Le Tango du disparu, scénario de Pierre Christin, Flammarion, 1989[9]
- Mémoires de Barcelone, texte de Montserrat Roig, La Sirène, 1993
- Le Message du simple, scénario de Pierre Christin, Seuil, 1994
- La Sultane blanche, scénario de Pierre Christin, Dargaud, 1996[10]
- Paquebot, scénario de Pierre Christin, Dargaud, 1999[11]
- Agence Hardy, scénario de Pierre Christin, Dargaud

1. Le Parfum disparu, 2001
2. La Trace pâle, 2002
3. Le Poison rouge, 2004
4. Banlieue rouge, banlieue blanche, 2006
5. Berlin, zone française, 2008
6. Boulevard des crimes, 2009
7. Les diamants fondent au soleil, 2012

- Une page dans Bonheur Park, La Voix des Anges 3, de Rodolphe et Alain Bignon
- Marie-Antoinette, la reine fantôme, scénario de Rodolphe, Dargaud, 2011
- Jeune fille en Dior, Dargaud, 2013
- Les Apprentissages de Colette, Dargaud, 2017

## Distinctions

### Prix et récompenses
- 1975 :  Prix du meilleur espoir du festival d'Angoulême
- 1977 :  Prix de la meilleure œuvre réaliste française du festival d'Angoulême pour Légende et réalité de Casque d'or[12]
- 1979 :  Premio Grafico Fiera di Bologna per la Gioventù, de la Foire du livre de jeunesse de Bologne[3] pour Aurore. Aurore Dupin devient George Sand, texte d'Adela Turin, ill. d'Annie Goetzinger
- 1980 :  Prix Saint-Michel Femina, pour Félina
- 2014 :  Prix Grand Boum de la ville de Blois.

### Décorations
- Officier de l'ordre des Arts et des Lettres Elle est promue au grade d’officier par l’arrêté du 13 février 2015[13].

### Documentation
- Patrick Gaumer, « Goetzinger, Annie », dans Dictionnaire mondial de la BD, Paris, Larousse, 2010 (ISBN 9782035843319), p. 378-379.
- Annie Goetzinger (int. par Henri Filippini), « Entretien avec Annie Goetzinger », Schtroumpfanzine, no 19,‎ mai 1978, p. 3-9.